# 岡剛介
岡 剛介（おか ごうすけ）は、戦国時代から安土桃山時代にかけての武将。宇喜多氏の家臣。幼名は清三郎。700石を知行。美男子だったと伝えられる。

## 生涯
永禄4年（1561年）、宇喜多直家の命を受けて備前国上道郡龍ノ口城主・穝所元常の家中に入り、元常を暗殺し帰還。この時点では「岡清三郎」との記述なので元服前の少年だったと思われる。永禄10年（1567年）の明善寺合戦や天正6年（1578年）の上月城合戦などに活躍する。天正7年（1579年）、宇喜多氏が毛利氏との関係を絶って織田氏に通じると、剛介の守る備中忍山城付近は敵対関係となった毛利氏と度々戦闘する事となる。
そして天正9年（1581年）、ついに剛介と宇喜多信濃守（宇喜多五郎左衛門の子・浮田源五兵衛）の拠る忍山城に本格的に侵攻を開始した毛利輝元率いる毛利軍は、まず先鋒の吉川経言を送り剛介、信濃守の城方と戦闘となった。
その後、宇喜多側の援軍が到着するとあくまで様子見であった経言は無理をせず、すぐに撤退を始めるが剛介らは城から打って出て、これを追撃する。しかし、それを知った経言が周辺に展開していた本隊に連絡をしそれらが攻め寄せた為に城方は後陣から崩れ、城内への撤退を余儀なくされる。
勢い付いた経言は山下を焼き払い城を包囲。夜半に城に火を放ち外からも攻め寄せられた忍山城は混乱の内に敢えなく落城し、宇喜多信濃守とその嫡男・孫四郎も討ち取られるという大敗を喫した。
剛介はこの戦で討ち取られたともされるが明確な記述は無く、天正10年（1582年）に行われた備中高松城攻めの時の「岡剛介の陣跡」が、現在の岡山県岡山市北区下足守の近辺に遺されていたりと、剛介の死には謎が残る。

## 忍山合戦の時期について
これについても軍記物で諸説有るが特に多く見られる天正7年説は『陰徳太平記』という軍記物が元になっている。この書の巻61に「備中国四畝忍山城」という章が有りそこで忍山合戦を天正7年の事としているが、毛利方の記録（『萩藩閥閲録』など）に拠ると「四畝」という地を巡る戦いが起きたのが天正7年であり、忍山の合戦は天正9年となっている。また、毛利方に遺る文書には毛利輝元や吉川元春のこれら一連の戦に対する家臣への感状もある為、信憑性の面では軍記物の記述より遥かに勝る。
『陰徳太平記』の「備中国四畝忍山城」というのは四畝近辺の戦いと後に起きた忍山合戦とを混同した事によって生じた誤認と見るのが現在では定説である。